# Umbrina steindachneri
Umbrina steindachneri es una especie de pez de la familia Sciaenidae en el orden de los Perciformes.

## Morfología
• Los machos pueden llegar alcanzar los 47 cm de longitud total.

## Hábitat
Es un pez de mar clima tropical y bentopelágico que vive entre 15-100 m de profundidad.

## Distribución geográfica
Se encuentra en el  Atlántico oriental: Angola, Guinea y Mauritania.

## Observaciones
Es inofensivo para los humanos.